# La casa in collina
(Cesare Pavese, La casa in collina)
La casa in collina è un romanzo dello scrittore Cesare Pavese, scritto tra il 1947 e il 1948, e pubblicato nel novembre 1948 insieme a Il carcere nel volume Prima che il gallo canti a Torino dalla casa editrice Einaudi.

## Trama
Corrado, il protagonista, è un professore di Torino che vive, con uno spirito di indifferenza e di apatia, il duro periodo dei bombardamenti durante la seconda guerra mondiale. Rifugiatosi sulla collina torinese, egli vive presso due donne molto premurose nei suoi confronti: Elvira e la madre. Così trova piacevole incontrarsi con un gruppo di gente semplice e allegra che si ritrova in una vecchia osteria dalla parte opposta della collina, tra cui ritrova anche Cate, una donna che aveva amato anni addietro e che poi aveva lasciato per paura delle responsabilità. Cate ha un figlio, di nome Dino, che egli sospetta essere suo figlio, con il quale passa il tempo e nel quale egli rivede la sua spensierata fanciullezza.
Ma tutto questo non può durare e quando, l'8 settembre 1943, giunge l'annuncio dell'armistizio e la situazione, dopo i primi entusiasmi, sta precipitando, Corrado trascorre mesi di angoscia e paura finché un giorno i tedeschi fanno una perquisizione nell'osteria e Cate e gli amici vengono catturati. Corrado, che stava rientrando da Torino, osserva quanto sta succedendo senza essere visto e si salva. Rimane per un po' di tempo nascosto presso Elvira e sua madre e in seguito si rifugia presso il Collegio di Chieri, mentre Dino, che lo raggiungerà più tardi, rimane per il momento presso le donne. Quando Dino lascerà il collegio per unirsi ai partigiani, Corrado decide di ritornare al suo paese natale "di là dai boschi e dal Belbo" anche se il ritorno a casa non serve a migliorare la sua crisi esistenziale.

## Analisi dell'opera

### La scrittura
Nel romanzo La casa in collina  viene a definirsi lo stile più maturo dello scrittore che riesce a dare una nuova e personale soluzione alla sua prosa. Egli, attraverso un lungo lavoro di analisi del linguaggio, è in grado di bilanciare il rapporto lingua-dialetto superando in questo modo la prima fase del realismo con una lingua classica e parlata insieme. La scrittura di Pavese, nella Casa in collina, diventa ritmata e dona al lettore la sensazione che il racconto abbia una intonazione.

### Le scelte tematiche
Nel romanzo Pavese affronta, come già aveva fatto con Il carcere, il tema della solitudine e della impossibilità di partecipare alla storia senza più compromessi o giustificazioni.
Le parole-tema indicate nel titolo, casa e collina, servono come collegamento per inquadrare l'intera vicenda. Sullo sfondo della "collina", che all'inizio del romanzo viene presentata come il luogo ideale per escludere gli avvenimenti della guerra che invece colpiscono la città, vi è il tema complementare della "casa" con i suoi ristretti valori di sicurezza e di chiusura verso il prossimo.
Il tema della fuga che conclude il romanzo serve a denunciare i rimorsi del protagonista che nemmeno il monastero, con la sua pace apparente, può allontanare. Le immagini di morte e di sangue che Corrado trova leggendo il breviario che riporta la storia dei santi serve ad acutizzare ancora di più il suo malessere.
La ricorrenza dei termini come terrore, fuoco, orgasmo, dolore, orrore, che si trovano nei capitoli finali del suo ritorno a casa sembrano, come scrivono Marziano Guglielminetti e Giuseppe Zaccaria, «[...] descrivere una sorta di viaggio attraverso l'inferno, viaggio che costituisce il momento di prova e, insieme, la sola possibilità di purificazione per il protagonista».
Nelle pagine conclusive del romanzo l'autore sembra voler mettere in discussione il senso di quella guerra civile che aveva visto i partigiani contro i fascisti e i repubblichini, ma, come dice Guglielminetti, «I "repubblichini", in questa prospettiva, diventano "certi morti" e si spogliano quindi di ogni connotazione politica o morale, tipica della narrativa e della memorialistica di argomento resistenziale; la "guerra civile" è la "guerra" senza distinzioni di sorta... Pavese intende porsi al di fuori di un discorso esclusivamente politico. Più in particolare, egli respinge adesso ogni tipo di ideologia progressista e consolatoria, ed insiste, invece, sull'assurda irrazionalità della guerra, che mette a nudo l'impotenza dell'uomo"».
In Corrado, il protagonista, Pavese si identifica e attraverso di lui, che vive nel tempo presente, egli ricorda la vita trascorsa sulle colline piemontesi che appaiono subito il luogo preferito e che servono per rievocare con l'immaginazione la vita passata che viene narrata in prima persona dall'io narrante, «esplicitando così i contenuti interiori, endocettuali».
Il romanzo, come scrive Marisa Tortola, «appare decisamente proiettato verso il passato e ha il carattere di testo di ricordi, di confessione, in cui si può cogliere una divaricazione temporale che a sua volta determina una divaricazione dell'Io narratore, che si scinde in un Io che vive al presente e un Io che è vissuto nel passato, entrambi vengono sottoposti a giudizi da parte del narratore stesso. Nel presente il protagonista-narratore sembra aver raggiunto una conoscenza razionale dei suoi moti interiori irrazionali; ripercorrendo il passato compie un'autoanalisi e un'autocritica».

## Edizioni
- Prima che il gallo canti, Collana I coralli n.34, Torino, Giulio Einaudi Editore, 1948,  p. 3111. - Collana Nuovi coralli n.81, Einaudi, 1976; Introduzione di Italo Calvino[9], Collana Einaudi Tascabili.Scrittori, Einaudi, 2007-2017.
- Prima che il gallo canti, Collana Il Bosco n.115, Milano, Mondadori, 1962. - Collana Gli Oscar settimanali n.117, Milano, Mondadori, 1967; Collana Oscar, Mondadori, 1970.
- La casa in collina, Torino, Einaudi, 1950-2020.
- Prima che il gallo canti, a cura di Laura Nay e Chiara Tavella, Collana BUR Contemporanea, Milano, Rizzoli, 2021, ISBN 978-88-171-4994-5.